# Ilan Van Wilder
Ilan Van Wilder (Jette, 14 de mayo de 2000) es un ciclista belga miembro del equipo Soudal Quick-Step.

## Palmarés
2019
- 1 etapa del Gran Premio Priessnitz Spa

2020
- 3.º en el Campeonato Europeo Contrarreloj sub-23 [2]

2023
- Vuelta a Alemania, más 1 etapa
- Tres Valles Varesinos

## Resultados en Grandes Vueltas
| Carrera | Carrera         | 2020 | 2021 | 2022 | 2023 | 2024 | 2025 |
| ------- | --------------- | ---- | ---- | ---- | ---- | ---- | ---- |
|         | Giro de Italia  | —    | —    | —    | 12.º | —    | —    |
|         | Tour de Francia | —    | —    | —    | —    | 26.º | 32.º |
|         | Vuelta a España | Ab.  | —    | 40.º | —    | —    | —    |

—: no participa

Ab.: abandono

## Equipos
- Sunweb/DSM (2020-2021)
  - Team Sunweb (2020)
  - Team DSM (2021)
- Quick-Step (2022-)
  - Quick-Step Alpha Vinyl Team (2022)
  - Soudal Quick-Step (2023-)